# Roca Sales
Roca Sales là một đô thị thuộc bang Rio Grande do Sul, Brasil. Đô thị này có diện tích 208,486 km², dân số năm 2007 là 9922 người, mật độ 47,59 người/km².